# Castel Rocchetta
Castel Rocchetta ist eine abgegangene Höhenburg am Eingang des Nonstals im Trentino, Italien. Sie stand unter der Kontrolle der Tiroler Landesfürsten und diente ab dem 15. Jahrhundert auch als Zollstation. Castel Rocchetta war eine von mehreren Tiroler Exklaven im zum Fürstbistum Trient gehörenden Nonstal. Die Überreste des Baus mussten in den 1860er Jahren dem Bau der k.k. Straßensperre Rocchetta weichen.

## Lage
Die Burg lag auf einer Anhöhe etwas oberhalb der Rocchetta-Engstelle am Beginn des Nonstales auf der orographisch linken Seite des Flusses Noce. Sie stand zwischen der alten nach Vigo di Ton führenden Straße und der unterhalb liegenden Staatsstraße SS 43 della Val di Non auf Höhe des kleinen Rocchetta-Staudamms.

## Geschichte
Im Februar 1333 erteilte König Heinrich von Böhmen seinem Vasallen Volkmar von Burgstall den Auftrag, zur Befestigung der Engstelle „Rocchetta“ an der Brücke über den Fluss Noce einen Turm zu errichten. Heinrich versprach für die Baukosten aufzukommen, was sich aber als ein leeres Versprechen erwies, so dass er schließlich den Bau als Pfandlehen an Volkmar von Burgstall vergab. Letzterer war bereits Kastellan auf Castel Visione, das einige hundert Höhenmeter oberhalb des neu zu errichtenden Baus lag. Kaiser Ludwig der Bayer bestätigte 1341 das vormals von Margarete Maultausch vergebene Lehen an Volkmar von Burgstall.
Auf Volkmar von Burgstall folgten eine Reihe von weiteren Kastellanen, die von den Tiroler Landesfürsten bestellt wurden. Nachdem Volkmar 1342 in Ungnade gefallen war, wurde Konrad von Schenna mit der Burghut betraut. Nach dem Tod Ludwig des Brandenburgers 1361 belehnte seine Witwe Margarete Maultasch Heinrich IV. von Rottenburg mit dem Turm. 1378 war sein Sohn, Heinrich V., und ab 1401 der Enkel Heinrich VI. von Rottenburg mit der Burghut betraut.
1410 besetzten die Truppen Herzog Friedrichs IV. die Anlage, nachdem dem Rottenburger vorgeworfen worden war, den Streit zwischen dem Herzog und dem Bischof von Trient, Georg von Liechtenstein, angeheizt zu haben. Der Trientiner Bischof stellte in der Folge selbst Ansprüche auf die Burg und konnte sie 1418 mit Hilfe von Peter von Spaur besetzen. Erst nach Beilegung der Spaurer Fehde kehrte sie zwei Jahre später wieder unter die Kontrolle des Tiroler Landesfürsten zurück.
Wahrscheinlich um die Mitte des 15. Jahrhunderts wurde hier eine Zollstation des Tiroler Landesfürsten eingerichtet. In der vom bischöflichen Gebiet umgebenen tirolerischen Exklave übten der Kastellan und Zöllner zugleich die Gerichtsbarkeit über den ringsum etwa 200 Klafter großen Gerichtsbezirk Rocchetta aus. 1534 gelangten der Bau und die Zollstation unter die Kontrolle der Familie Thun. Im gleichen Zeitraum wurde die Anlage erneuert und 1555 wurde eine Zisterne errichtet.
Der Bau wurde 1810 teilweise abgetragen. 1860 wurde der Turm abgerissen, um Platz zum machen für den Bau der Straßensperre Rocchetta.

## Beschreibung
Nach Gorfer und Taberelli finden sich noch einige wenige Mauerspuren im Umkreis des ehemaligen Standorts. Bei Grabungen in den 2000er Jahren wurden am Standort der Burg Keramik- und Glasscherben, verschiedene Gegenstände aus Eisen wie Nägel, Spitzen von Stichwaffen sowie Münzen aus dem 14. bis 19. Jahrhundert gefunden.
Von Castel Rocchetta existieren mehrere bildliche Darstellungen. Erstmals wurde die Anlage von Pier Andrea Mattioli im 16. Jahrhundert abgebildet. Auf seiner Karte vom Sulz- und Nonsberg ist Castel Rocchetta mit einem massiven Bergfried und einem daneben liegenden Gebäude oberhalb des Noce dargestellt. Im Codex Brandis aus dem 17. Jahrhundert ist sie als Turmburg zu sehen, die von einer mit Zinnen gekrönten Wehrmauer umgeben ist. Johanna von Isser Großrubatscher fertigte ihre Zeichnung von der Burg 1831 an, als Teile des Baus bereits abgetragen waren und der verbliebene Bergfried einer Ruine ähnelte.